# Walter Norman Koelz
Walter Norman Koelz ( Waterloo, Michigan in Verenigde Staten, 1 september 1895  -  Waterloo,  24 september 1989) was een Amerikaanse bioloog vooral ornitholoog en antropoloog. Zijn ouders waren afkomstig uit Duitsland. Hij verzamelde natuurhistorische specimens van planten, vissen en vogels die hij beschreef, maar ook antropologische artefacten.

## Biografie
De ouders van Koelz waren Duitse immigranten uit het Zwarte Woud. Zijn vader werkte als dorpssmid in Waterloo. Koelz studeerde dierkunde aan de Universiteit van Michigan en behaalde in 1920 zijn PhD. In 1925 nam hij deel aan de McMillan-expeditie naar het Amerikaanse deel van de Arctis. In die periode werkte hij aan de universiteit en aan een instituut voor visserijonderzoek aan de biosystematiek van  houtingen (whitefishes -zalmachtige vissoorten waarop een belangrijke beroepsvisserij bestaat).
In 1930 werd hij hoofd van de biologische afdeling van het Instituut van Himalayastudies (Urusvati) van Nicholas Roerich in India, in de deelstaat Himachal Pradesh in de Kulluvallei. Daar deed hij plantkundig onderzoek.  
In 1932, keerde hij terug naar Michigan. Koelz had grote belangstelling voor de Tibetaanse cultuur. Dientengevolge, accepteerde hij een baan als onderzoeksassistent bij het Volkenkundig Museum van de Universiteit van Michigan. In 1933 reisde hij opnieuw naar India en verzamelde antropologisch materiaal in de het Himalayagebied. In 1936 ging hij weer naar India om planten te verzamelen. Tussen 1939 en 1946 ondernam Koelz diverse wetenschappelijke expedities naar Perzië, Nepal en delen van India waaronder Assam. Hij verzamelde daar een groot aantal vogels.

## Zijn werk en nalaten schap
Over zijn reis door Perzië schreef hij een reisboek. Koelz verzamelde meer dan 60.500 balgen die zijn ndergebracht bij de collectie van het museum van de Universiteit van Michigan. en het American Museum of Natural History. Daarnaast zijn er 30.000 planten door hem verzameld die zich in diverse herbaria in de Verenigde Staten bevinden.
In 1956 kreeg hij een onderscheiding van een Amerikaans instituut dat zich bezig houdt met de veredeling van cultuurgewassen omdat hij een wilde meloenplant ontdekte die gebruikt kon worden om meloenrassen die in Californië werden geteeld ziektebestendig te maken. 
Koez beschreef diverse nieuwe soorten en ondersoorten dieren waaronder de  houtingsoorten Coregonus kiyi en Coregonus nipigon en een dertigtal ondersoorten van vogels waaronder de kuifhavik (Accipiter trivirgatus peninsulae) en de malabartrogon (Harpactes fasciatus legerli) uit Midden-India. Een ondersoort van de groenstaarthoningzuiger  (Aethopyga nipalensis koelzi) is naar hem vernoemd.

## Publicaties (selectie)
- Koelz, W. (1921) Description of a new cisco from the Great Lakes. Occ. Pap. Mus. Zool. U. Michigan 104: 1-4. BHL
- van Tyne, J; Koelz, W (1936). Seven new birds from the Punjab. Occ. Pap. Mus. Zool. U. Michigan 334: 1–6.
- Koelz, W. (1937) Notes on the birds of Spiti, a Himalayan province of the Punjab. Ibis. 14 (1): 86–104. doi:10.1111/j.1474-919x.1937.tb02164.x.
- Koelz, W. (1939) Additions to the avifaunal list of Lahul. Ibis. 14 3 (2): 354–356. doi:10.1111/j.1474-919x.1939.tb03986.x.
- Koelz, W. (1939) Three new subspecies of birds. Proc. Biol. Soc. Washington 52: 121–122.
- Koelz, W. (1939) New birds from Asia, chiefly from India. Proc. Biol. Soc. Washington 52: 61–82.
- Koelz, W. (1940) Notes on the birds of Zanskar and Purig, with appendices giving new records for Ladakh, Rupshu, and Kulu. Papers Michigan Acad. Sci. Arts Letters 25: 297–322.
- Koelz, W. (1940) Notes on the winter birds of the lower Punjab. Papers Michigan Acad. Sci. Arts Letters 25: 323–356.
- Koelz, W. (1942) Notes on the birds of the Londa neighbourhood, Bombay Presidency. JBNHS. 43 (1): 11–38.
- Koelz, W. (1947) Notes on a collection of birds from Madras Presidency. JBNHS. 47 (1): 128–142.
- Koelz, W. (1949) A new hawk from India. Auk 66 (1): 82–83. doi:10.2307/4080678.
- Koelz, W. (1950) New subspecies of birds from southwestern Asia. Am. Mus. Novit 1452: 1–10.
- Koelz, W. (1951) Four new subspecies of birds from southwestern Asia. Am. Mus. Novit 1510: 1–3.
- Koelz, W. (1951) New birds from India. J. Zool. Soc. India 3 (1): 27–30.
- Koelz, W. (1952) New races of Indian birds. J. Zool. Soc. India 4 (1): 37–46.
- Koelz, W. (1952) New races of Assam birds. J. Zool. Soc. India 4 (2): 153–155.
- Koelz, W. (1954) Ornithological studies I. New birds from Iran, Afghanistan, and India. Contrib. Instit. Regional Explorations 1: 1–32.
- Koelz, W. (1954) Ornithological studies III. On the validity of Galerida malabarica propinqua Koelz. Contrib. Instit. Regional Explorations 1: 33.

- Bibsys: 90281798
- Bibliothèque nationale de France: cb12682265r (data)
- CiNii: DA15905042
- Gemeinsame Normdatei: 130566063
- International Standard Name Identifier: 0000 0001 0914 8624
- Library of Congress Control Number: n82028490
- Nationale Bibliotheek van Tsjechië: jx20060117055
- Nationale Bibliotheek van Israël: 987007461468705171
- Nederlandse Thesaurus van Auteursnamen: 069586136
- SNAC: w6h44831
- Système universitaire de documentation: 114395543
- Museum of New Zealand Te Papa Tongarewa: 22051
- Virtual International Authority File: 72503434
- WorldCat: E39PBJqBvvQvmkqFF8K3GYj6Kd